# Cynoglossum alpestre
Cynoglossum alpestre là loài thực vật có hoa trong họ Mồ hôi. Loài này được Ohwi mô tả khoa học đầu tiên năm 1933.